# Aéroport international de Leeds-Bradford

Logo

L'aéroport international de Leeds-Bradford (code IATA : LBA • code OACI : EGNM) se situe entre les villes de Leeds et de Bradford dans le Yorkshire de l'Ouest en Angleterre.
Il est notamment la plate-forme de correspondance (nœud) principale de la compagnie aérienne britannique Jet 2.

## Histoire
Leeds Bradford était initialement connu sous le nom d'aérodrome de Yeadon, quand un club s'y installa en 1931. Les premiers vols commerciaux eurent lieu en 1935 à destination de Newcastle, Édimbourg, Blackpool et l'île de Man.
En 1936, l'escadron 609 de la RAF y est formé.
Les activités de vols civils cessèrent en 1939 avec le début de la Seconde Guerre mondiale. L'usine Avro voisine des installations fut utilisée afin de produire du matériel militaire et entraîna un développement significatif des infrastructures. Yeadon devint un important site de test des appareils militaires produits. Les vols civils ne reprendront pas avant 1947.
En 1953, la société Yeadon Aviation Ltd est créée. Deux ans plus tard, Belfast, Jersey, Ostende, Southend, l'Île de Wight et Düsseldorf sont ajoutés à la liste des destinations proposées. Les vols pour Londres et Dublin débutent en 1960.
En 1978, afin d'élever l'aéroport au rang d'aéroport régional, il fut décidé d'agrandir la taille de la piste d'atterrissage. Les travaux commencèrent en 1982.

Le premier gros porteur à opérer depuis les nouvelles installations fut un Boeing 767 de la compagnie Britannia Airways à destination de Las Palmas en 1985.
Dans les années 1980, une liaison transatlantique, reliant Leeds-Bradford à Toronto, était réalisée par un Boeing 747 de la compagnie canadienne Wardair.
En 1989, une visite du Concorde attira plus de 60 000 personnes à l'aéroport.
Des travaux réalisés depuis 1996 ont permis d'augmenter la taille de l'aérogare. La piste originale 09/27, fermée le 6 octobre 2005, est aujourd'hui un taxiway.

## Situation

### Carte des aéroports commerciaux d'Angleterre
| Birmingham Bournemouth Bristol Doncaster · Sheffield Durham · Tees Valley East Midlands Exeter Humberside Land's · End Leeds-Bradford Liverpool L.-City L.-Gatwick L.-Heathrow L.-Luton L.-Southend L.-Stansted Lydd Manchester Newcastle · Upon Tyne Newquay · Cornouailles Norwich Southampton St Mary des Sorlingues Carlisle Lake |

## Statistiques
Pour des raisons techniques, il est temporairement impossible d'afficher le graphique qui aurait dû être présenté ici.

Voir la requête brute et les sources sur Wikidata.

## Compagnies aériennes et destinations

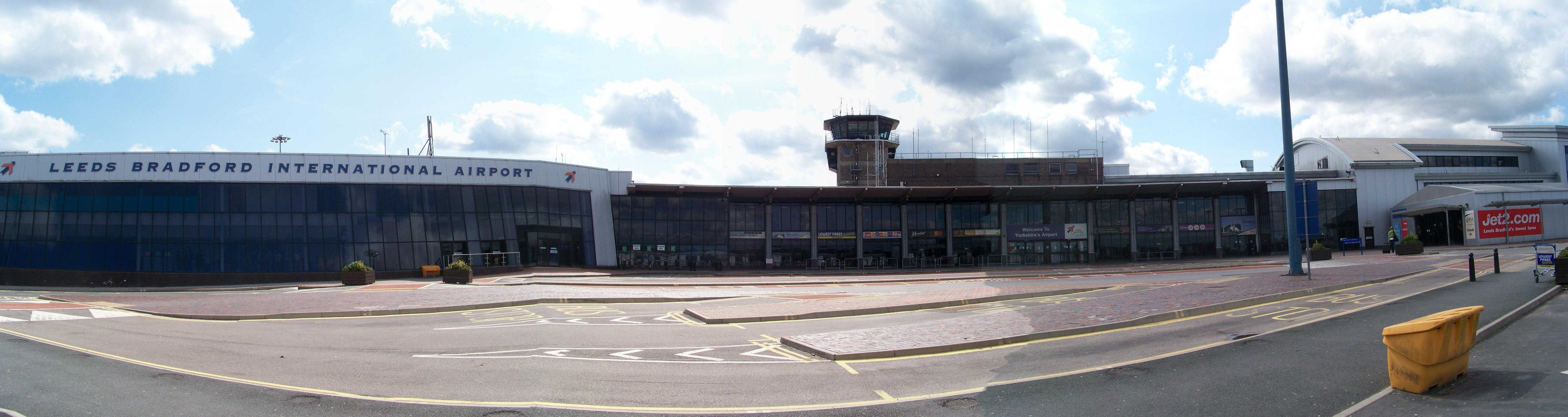
Terminal.

| Compagnies  | Destinations |
| ----------- | --- |
| Aer Lingus  | Belfast-G. Best, Dublin |
| Aurigny     | Guernesey |
| BH Air      | En saison: Bourgas |
| easyJet     | Belfast, Paris-Charles de Gaulle |
| Jet2.com    | - Alicante-Elche, - Antalya, - Barcelone-El Prat, - Budapest-Ferenc Liszt, - Cracovie-Jean-Paul II, - Faro, - Fuerteventura, - Lanzarote-Arrecife, - Las Palmas/Gran Canaria, - Madère-C. Ronaldo, - Malaga-Costa del Sol, - Paris-Charles de Gaulle, - Ténériffe-Sud Reine Sofia En saison: - Almeria, - Bergen, - Bergerac-Dordogne-Périgord, - Berlin-Brandebourg, - Bodrum-Milas, - Bourgas, - Catane-Fontanarossa, - Chambéry, - Corfou-I. Kapodístrias, - Dalaman, - Dubrovnik, - Genève-Cointrin, - Gérone-Costa Brava, - Héraklion-N. Kazantzákis, - Ibiza, - Izmir-A. Menderes, - Jersey, - Céphalonie, - Kos, - La Canée I.-Daskaloyánnis, - Larnaca, - Malte, - Minorque-Mahón, - Naples-Capodichino, - Nice-Côte d'Azur, - Palma de Majorque, - Paphos, - Pise-Galileo Galilei, - Prague-Václav-Havel, - Reus, - Rhodes-Diagoras, - Rome Léonard-de-Vinci/Fiumicino, - Salzbourg-W. A. Mozart, - Santorin, - Skiathos-A. Papadiamándis, - Split, - Thessalonique-Makedonía, - Vérone - Villafranca, - Vienne-Schwechat, - Zante D.-Solomós |
| KLM         | Amsterdam |
| Ryanair     | - Alicante-Elche, - Bratislava-M. R. Štefánik, - Cracovie-Jean-Paul II, - Dublin, - Faro, - Fuerteventura, - Gdańsk-L. Wałęsa, - Lanzarote-Arrecife, - Malaga-Costa del Sol, - Porto-F. Sá-Carneiro, - Poznań (Posnanie)-H. Wieniawski, - Riga, - Ténériffe-Sud Reine Sofia, - Varsovie-Modlin (Mazovie), - Wrocław-N. Copernic En saison: - Gérone-Costa Brava, - Ibiza, - La Canée I.-Daskaloyánnis, - Limoges-Bellegarde, - Palma de Majorque, - Paris-Beauvais, - Perpignan, - Reus, - Zadar |
| TUI Airways | En saison: Antalya, Corfou-I. Kapodístrias, Dalaman, Dubrovnik, Palma de Majorque |
| Wizz Air    | - Bucarest-H. Coandă, - Cluj-Napoca, - Cracovie-Jean-Paul II, - Gdańsk-L. Wałęsa, - Katowice-Pyrzowice, - Varsovie-Chopin, - Wrocław-N. Copernic |

Edité le 30/03/2023